# Adelbacher Wirtshaus
Das Adelbacher Wirtshaus, früher auch Adelbacher Wirthshaus geschrieben, ist eine Wüstung im Tal des Adelbachs am Südrand des Gemeindegebietes von Michelbach an der Bilz im Landkreis Schwäbisch Hall in Baden-Württemberg.

## Geographische Lage
Der abgegangene Ort stand am Rand der Michelbacher Gemeindegemarkung zum heutigen Stadtgebiet von Gaildorf auf einer Höhe von rund 368 m ü. NHN am rechten Unterhang des mittleren Adelbachtales, welches das westlich vorgelagerte kleine Bergmassiv aus Buchhorn und Adelberg vom Hauptstrang der Limpurger Berge im Osten abtrennt. Etwa hundert Meter südlich der heute baumüberwachsenen Stelle beginnt die Wiesenaue im zuvor waldigen und engen Bergtal. Dort erreicht die kleine, am ehemaligen Wirtshaus vorbeiführende Steige eines von Michelbach über Hirschfelden ins Tal ziehenden Weges dessen Grund und läuft in ihm südwärts weiter bis zum Gaildorfer Weiler Adelbach, von wo aus dann nach einer Weggabel die größeren Dörfer Ottendorf und Eutendorf erreichbar sind.
Auf der Trasse des für den öffentlichen Verkehr gesperrten Sträßchens durch das sehr stille Tal laufen heute ein Radweg von Hirschfelden in Richtung Gaildorf und ein Blaukreuz-Wanderweg des Schwäbischen Albvereins, der nahe dem Michelbacher Hausberg Bilz bei Hirschfelden vom Main-Neckar-Rhein-Wegs südwärts abzweigt und ebenfalls nach Gaildorf führt.

## Geschichte
Das Wirtshaus wurde 1788 am damals stark frequentierten Weg errichtet, der 1852 schon nicht mehr befahren werden konnte. In diesem Jahr hatte der Ort fünf Bewohner.
Auf dem einschlägigen Blatt Hall des Topographischen Atlasses des Königreichs Württemberg von 1851 ist an der Stelle ein Einzelhaus zu erkennen. Eine amtliche Karte von 1936 dagegen zeigt hier kein Gebäude mehr, der Ortsname ist in der auf dieser Karte für Wüstungen üblichen rückwärts kursivierten Schrift in modernisierter Orthographie als Adelbacher Wirtshaus eingetragen.